# Lokomotivy Fairlie

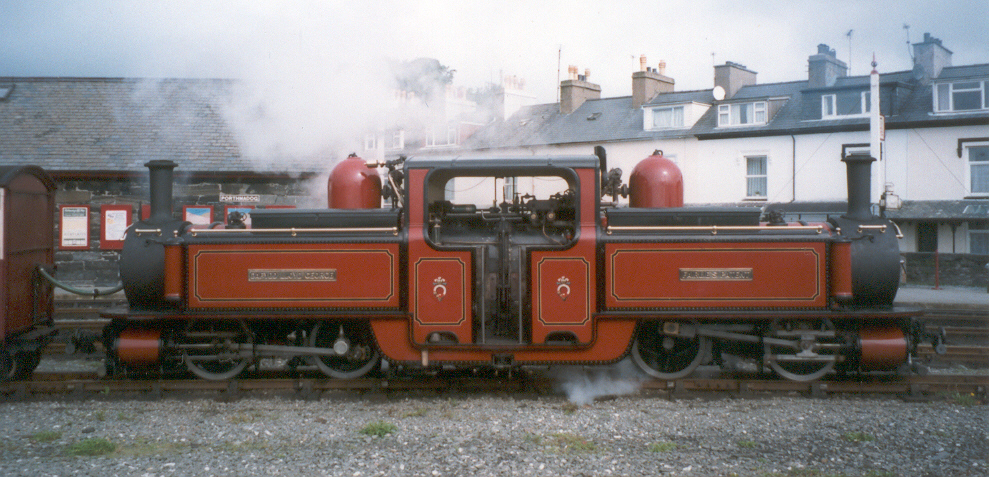
Lokomotiva Fairlie

Systém Fairlie byl vynalezen a patentován skotským inženýrem Robertem F. Fairlie v roce 1864. Jeho cílem bylo odstranit nedostatky klasických parních lokomotiv – běžná dvojkolí a dvojkolí tendru snižují adhezní váhu lokomotivy, dvojkolí uložená v pevném rámu zvyšují opotřebení kolejnic v obloucích, sunutí tendru omezuje rychlost při jízdě vzad a z toho plyne potřeba otáčení lokomotiv v koncových stanicích. 

## Konstrukce
Lokomotivní rám spočívá na dvou dvou nebo třínápravových podvozcích shodné konstrukce, s válci na vzdálenějším konci vzhledem k ose lokomotivy. Pára je přiváděna a odváděna trubkami s klouby. Tažné a narážecí ústrojí je umístěno na rámech podvozků. Kotel lokomotivy je v podstatě tvořen dvěma kotli spojenými topeništi k sobě. Vodní a parní prostory jsou propojené, topeniště jsou oddělena přepážkou. Uprostřed lokomotivy se nacházejí i stanoviště strojvůdce a topiče. Těm ovšem nezbývá moc místa, neboť větší část budky vyplňuje kotel. Stejně tak i zásobníky paliva a vody se nacházejí po stranách kotle.

## Nasazení lokomotiv
Zpočátku neměly tyto lokomotivy velký úspěch. První stroje dodané do Austrálie byly nakonec vráceny výrobci. Avšak roku 1869 postavila Fairlieova společnost lokomotivu Little Wonder pro velšskou úzkokolejku Festiniog railway (později Ffestiniog railway) sloužící k dopravě břidlice. Její úspěch byl takový, že Fairlie poskytnul této společnosti neomezenou licenci k využívání svého patentu na této dráze. Ffestiniog railway v současné době vlastní 7 lokomotiv Fairlie, z toho 4 provozuschopné. Nejmladší z nich byly vyrobeny v letech 1979 a 1992.
Povzbuzen tímto úspěchem Fairlie prodával svůj vynález po celém světě – lokomotivy byly stavěny pro britské kolonie, pro Rusko a dokonce jeden stroj pro Spojené státy americké. 

## Nevýhody konstrukce
Kritickým bodem konstrukce bývala absence tendru. Lokomotivy neměly dostatečné zásoby paliva a vody pro delší tratě, tendr nebylo kam připojit. Také absence běžných náprav způsobovala nestabilní chod lokomotiv při vyšších rychlostech a větší náchylnost k vykolejení při průjezdu obloukem. Také u pohyblivých přívodů páry do podvozků bývaly problémy s těsností. 
Opravdu úspěšné nasazení, kromě Ffestiniog Railway, bylo na Novém Zélandu a na horských úsecích trati Ferrocaril Mexicano mezi Mexico City a Veracruz, kde celkem 49 obřích šestinápravových lokomotiv vážících 125 tun, do té doby nejtěžších a nejvýkonnějších lokomotiv vyvezených z Anglie, bylo v provozu až do elektrifikace tratě v roce 1920.

## Single Fairlie
Varianta stroje s jedním hnacím a jedním běžným podvozkem dosáhla určité popularity, zvláště ve Spojených státech. Lokomotiva se tak svou konstrukcí přiblížila klasické tendrové lokomotivě s jedním kotlem a tendrem za stanovištěm strojvedoucího. Toto opatření umožnilo zvětšení zásob paliva a vody, zvětšilo prostor pro strojvedoucího a topiče, zrušilo jejich oddělení a zjednodušilo údržbu kotle. Tato varianta byla ve Spojených státech nazývána podle výrobce Mason Bogies.

## Závěr
Fairlieho vize byla omezena vlastnostmi parní lokomotivy – zejména spotřebou vody a nevyvážeností setrvačných hmot, avšak úspěšně předznamenala další vývoj. Naprostá většina dnešních lokomotiv má pojezd tvořený dvěma otočnými, dvou nebo třínápravovými podvozky a velká část z nich i symetrickou skříň lokomotivy umožňující neomezený provoz v obou směrech. Někteří vynálezci byli omezeni technologiemi své doby a je možno říci, že Fairlie byl jedním z nich. 
Jediné místo na světě, kde jsou dosud v provozu lokomotivy Fairlie, je Ffestiniog railway. Další dvě lokomotivy jsou zachovány na Novém Zélandu – na Jižním ostrově – Josephine v Dunedinu a R 28, single Fairlie v Reeftonu.